# Zweier ohne Steuermann
Der Zweier ohne Steuermann bzw. Zweier ohne Steuerfrau (Abkürzung 2-) ist eine Bootsklasse im Rudersport. Im Boot sitzen zwei Ruderer, die mit jeweils einem Riemen das Boot antreiben. Die Bootsklasse wird auch alternativ als Riemen-Zweier oder verkürzt als Zweier-ohne bezeichnet und ist seit langem eine olympische Bootsklasse bei Männern und Frauen.
Der Zweier-ohne ist die rudertechnisch anspruchsvollste Bootsklasse im Rudersport. Das liegt vor allem an der Schwierigkeit, das Gleichgewicht zu halten: Ruderboote werden durch die Ruder im Gleichgewicht gehalten. Im Riemen-Zweier ist jeder Ruderer allein für eine Seite verantwortlich und muss daher gut mit seinem Partner harmonieren.

## Beschreibung
Die Ruderer im (unbeschränkten) Zweier ohne Steuermann müssen kein Gewichtslimit einhalten. In der nichtolympischen Leichtgewichts-Variante gilt das nicht: Männer-Mannschaften dürfen im Schnitt maximal 70 kg wiegen, Frauen-Teams 57 kg. Die klassische Wettkampfstrecke im Zweier ohne Steuermann entspricht der olympischen Distanz von 2000 m.
Material und Konstruktion des Bootes gleichen denen typischer Rennruderboote. Das Boot ist etwa 9,5 Meter lang, etwa 33 cm an der Wasserlinie breit und wiegt mindestens 27 kg. Auf jeder Seite des Bootes ist ein Ausleger am Boot angebaut. Da kein Steuermann an Bord ist, wird der Zweier-ohne mit einem Fußsteuer gebaut und gesteuert.
Neben der hier beschriebenen Bootsklasse existieren zudem aus der Gattung der Zweier im Allgemeinen der Zweier mit Steuermann (2+) und der Doppelzweier (2x). Der Zweier-mit ist wie der Zweier-ohne eine Riemenbootsklasse, als solcher wegen der Anwesenheit des Steuermannes etwas langsamer und unbedeutender als der Zweier-ohne. Der Doppelzweier ist ein Skullboot ohne Steuermann und etwas schneller als der Zweier ohne Steuermann. Im Freizeit- und Wanderrudern spielt der Zweier ohne Steuermann keine Rolle, als Gig-Bautypen sind sie nicht verbreitet.

## Schlagtechnik
Eine Besonderheit bei dieser Bootsklasse ist, dass sich beim Rudern mit Riemen die optimale Schlagtechnik zwischen den beiden Plätzen unterscheidet. Wenn beide genau gleich rudern, läuft das Boot deutlich sichtbar in Schlangenlinien. Es giert im Schlagtakt. Der Grund dafür liegt darin, dass die Ruder im Laufe des Schlages ein unterschiedliches Drehmoment auf das Boot ausüben. Im ersten Teil des Schlags, wenn die Riemen nach vorne zum Bug geschwenkt sind, greift das Ruderblatt des vorderen Ruderers in einem größeren Abstand zum Schwerpunkt des Bootes ins Wasser. Dadurch wird trotz gleicher Kraft auf die Ruder das Boot in eine leichte Kurve getrieben. Im hinteren Teil des Schlages, wenn die Ruder nach hinten geschwenkt sind, kehren sich die Verhältnisse um und das Boot macht eine leichte Kurve in die entgegengesetzt Richtung. Insgesamt kommt das Boot zwar geradeaus voran, jedoch verliert es durch die ständige Kurvenfahrt Energie.
Mit einer geeigneten Schlagtechnik in Form einer interpersonellen Synergie kann der Energieverlust durch Schlangenlinien minimiert werden. Die Ruderer müssen unterschiedlich ziehen, damit sich die Drehmomente auf das Boot während des Schlags ausgleichen. Der hinten sitzende Schlagmann sollte sein Kraftmaximum etwas früher als der Bugmann erreichen (dynamische Synchronisation).
Neben den physiologischen Besonderheiten kommen im Zweier besondere Anforderungen an die Wahrnehmung zum Tragen. Aufgrund der Verschiedenheit der gegebenen Möglichkeiten im Boot müssen beide Ruderer mit unterschiedlichen Informationen und Feedbacks auskommen. Gute Zweier-Ruderer sind in der Lage, sich auf den jeweiligen Partner einzustellen, wobei noch ungeklärt ist, ob die Schlagposition immer auch die führende Rolle in der Mannschaftssynchronisation ausübt (vgl. Fahrig, 2010).

## Erfolgreiche Ruderer im Zweier ohne Steuermann
Als erfolgreichste Zweier-Ruderer in der Geschichte gelten Sir Matthew Pinsent (2 × olympisches Gold und 6 Weltmeistertitel im Zweier-ohne) und Sir Steven Redgrave (3 × olympisches Gold sowie 5 Weltmeistertitel im Zweier-ohne). Herausragende Erfolge erzielten aber auch die deutschen Ruderer Bernd Landvoigt und Jörg Landvoigt, die zweimal Olympiasieger und viermal Weltmeister in dieser Bootsklasse wurden sowie das als „Kiwipair“ bezeichnete neuseeländische Duo aus Eric Murray und Hamish Bond, die von 2008 bis 2016 kein einziges Rennen in dieser Bootsklasse verloren und sechs Weltmeistertitel sowie zwei Olympiasiege in dieser Zeit erringen konnten.